# Ignazio Leone
Ignazio Leone (* 19. April 1923 in Palermo; † 30. Dezember 1976 in Turin) war ein italienischer Schauspieler.

## Leben
Leone begann seine Schauspielkarriere auf Bühnen in Sizilien. Dort spielte er mehrfach an der Seite der beiden ebenfalls sizilianischen Komiker Franco Franchi und Ciccio Ingrassia.
1953 gab Leone unter der Regie von Carlo Ludovico Bragaglia im Abenteuerfilm Auf des Degens Spitze sein Spielfilmdebüt. In den folgenden 24 Jahren wirkte er in über 100 Spielfilmproduktionen in größeren und kleineren Rollen mit. Leone spielte unter zahlreichen namhaften Regisseuren wie Alberto Lattuada, Franco Rosi, Dino Risi, Pasquale Festa Campanile und Steno in Filmen unterschiedlicher Genres.
Die Bandbreite Leones, der zum Teil auch unter dem Pseudonym "Clive Stancon" auftrat, reicht von Literaturverfilmungen wie der Dürrenmatt-Adaption Der Besuch (1964) mit Ingrid Bergman in der Hauptrolle, Dramen wie Untreue (1953) mit Gina Lollobrigida, Komödien wie Ein Amerikaner in Rom (1954) mit Alberto Sordi, Der Meistergauner (1960) mit Vittorio Gassman sowie einige Franco-&-Ciccio-Filme, Italo-Western wie Die Rechnung wird mit Blei bezahlt (1967) mit Lee van Cleef, Abenteuerfilme wie Ursus im Reich der Amazonen (1960) und Historienfilme wie Antea – Sklavin Roms. In letzterem verkörperte Leone 1961 den römischen Politiker und Feldherrn Julius Caesar.

## Filmographie (Auswahl)
- 1953: Auf des Degens Spitze (Al fil di spada)
- 1953: Untreue (Le infedeli)
- 1953: Die von der Liebe leben (Il mondo le condanna)
- 1954: Im Zeichen der Verschwörer (Il segreto delle tre punte)
- 1954: Ein Amerikaner in Rom (Un americano a Roma)
- 1955: Casanova – seine Liebe und Abenteuer (Le avventure di Giacomo Casanova)
- 1955: Freunde fürs Leben (Amici per la pelle)
- 1955: Zwei silberne Leuchter (Il cortile)
- 1958: Himmel in Flammen (Il cielo brucia)
- 1958: Sommererzählungen (Racconti d'estate)
- 1959: Der Witwer (Il vedovo)
- 1959: Der Korsar vom roten Halbmond (Il corsaro della mezzaluna)
- 1959: Tschau, tschau, Bambina (Ciao, ciao, bambina)
- 1959: Theaterträume (Il mondo dei miracoli)
- 1959: Der schwarze Bogenschütze (L'arciere nero)
- 1959: Die Rache der Borgias (La notte del grande assalto)
- 1960: Der Meistergauner (Il mattatore)
- 1960: Dieb hin, Dieb her (Ladro lui, ladra lei)
- 1960: Ursus im Reich der Amazonen (La regina delle amazzoni)
- 1961: Seine Exzellenz bleibt zum Essen (Sua Eccellenza si fermò a mangiare)
- 1961: Antea – Sklavin Roms (La schiava di Roma)
- 1963: Zorro und die drei Musketiere (Zorro e i tre moschettieri)
- 1963: Teufelskerle mit Schwert und Degen (I diavoli di Spartivento)
- 1964: Der Besuch (The Visit)
- 1964: D'Artagnan und die drei Musketiere (D'Artagnan contro i tre moschettieri)
- 1965: Jack Clifton – Mission Bloody Mary (Agente 077 missione Bloody Mary)
- 1966: Wir, die Trottel vom 12. Revier (Due mafiosi contro Al Capone)
- 1966: Das Superding der sieben goldenen Männer (Il grande colpo dei sette uomini d'oro)
- 1966: Der schwarze Skorpion (Cifrato speciale)
- 1966: Ein fast perfekter Mörder (Delitto quasi perfetto)
- 1967: Tolles Herz, halt dich fest (Cuore matto… matto da legare)
- 1967: Wer zuletzt lacht, lacht am besten (Riderà!)
- 1967: Jetzt sprechen die Pistolen (Perché uccidi ancora)
- 1967: Operation Taifun (Con la muerte a la espalda)
- 1967: Von Mann zu Mann (Die Rechnung wird mit Blei bezahlt) (Da uomo a uomo)
- 1968: La Bambolona – die große Puppe (La bambolona)
- 1968: Der Fremde von Paso Bravo (Uno straniero a Paso Bravo)
- 1968: Die tolldreisten Kerle vom Löschzug 34 (I due pompieri)
- 1968: Im Staub der Sonne (Spara, Gringo, spara)
- 1968: Bambolona – die große Puppe (La bambolona)
- 1969: Ein fast perfekter Mörder (Delitto quasi perfetto)
- 1969: Die Jungfrau mit der scharfen Klinge (Zenabel)
- 1970: Wer hat Euch bloß den Führerschein gegeben? (Ma chi t'ha dato la patente?)
- 1970: Mister Unsichtbar (L'inafferrabile invincibile Mr. Invisibile)
- 1971: Zwei Trottel an der Front (Armiamoci e partite!)
- 1973: Der unerbittliche Vollstrecker (La polizia sta a guardare)
- 1975: Prügel, daß die Fetzen fliegen (A forza di sberle)
- 1976: Tutti possono arricchire tranne i poveri